# 35
Năm 35 là một năm trong lịch Julius. 